# Carlos Mayor
Carlos Mayor (født 5. oktober 1965) er en tidligere argentinsk fodboldspiller og træner.